# Canis lupus manningi
El lobo de Baffin (Canis lupus manningi) es una subespecie de lobo que habita exclusivamente en la isla canadiense de Baffin y otras cercanas. De color gris claro, casi blanco, es considerado el más pequeño de los lobos árticos, no reconocido como posible subespecie hasta 1943. 
Los estudios referidos a esta especie evalúan la posibilidad de que se trate de ejemplares llegados desde el oeste de Groenlandia. Dichos estudios cifran su población en torno a los 2000 lobos manteniéndose estable en los últimos años. Al ser una isla escasamente habitada, con mayoría de pobladores inuit, la conflictividad entre seres humanos y animales salvajes es menor a otras zonas árticas.
Al ser poco habitual la formación de manadas, su dieta se compone principalmente de pequeños mamíferos como la liebre ártica, crías de caribú u otras especies e incluso carroña.